# Sonderbundská válka

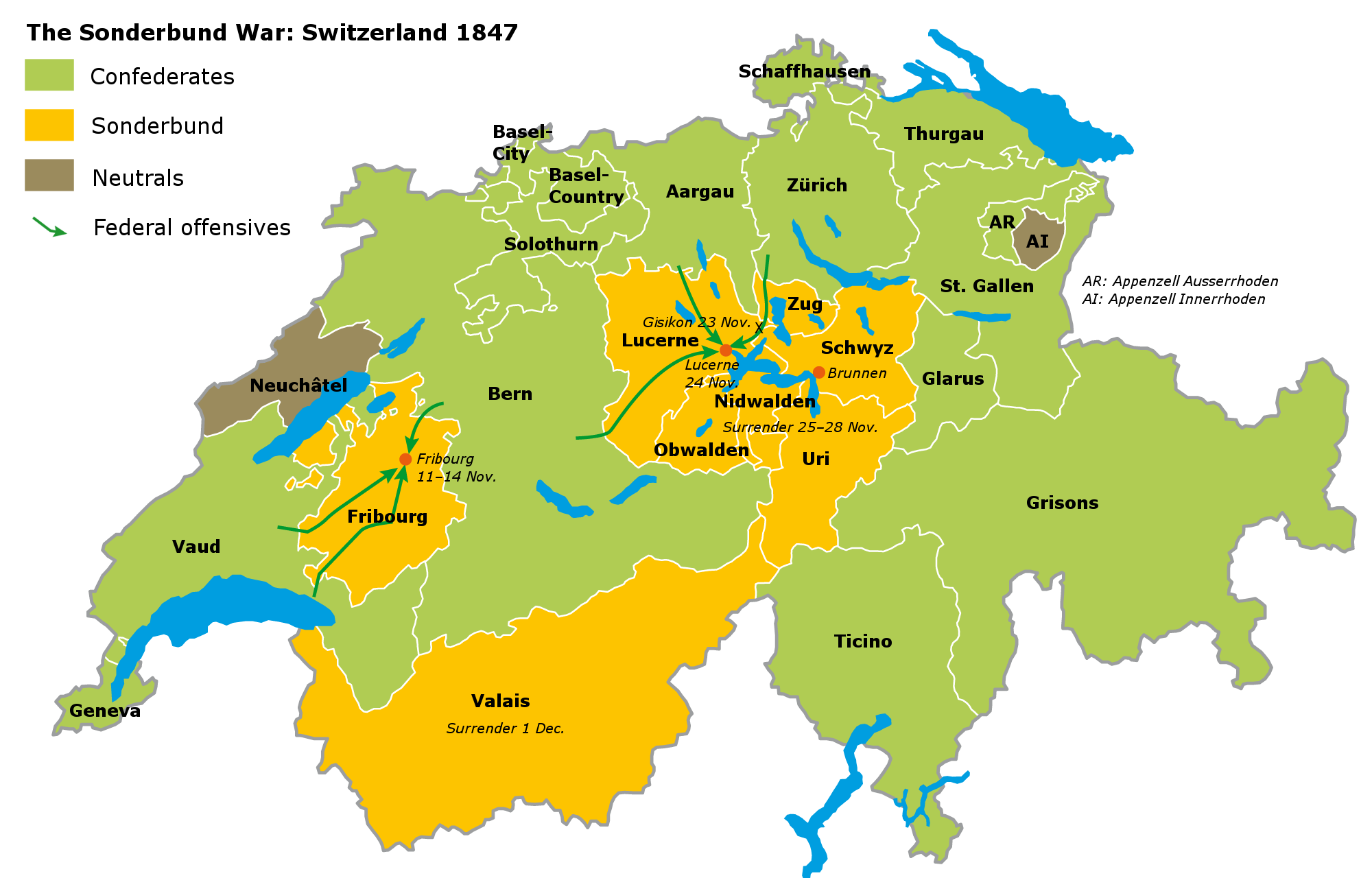
Žlutě Sonderbund, zeleně konfederační síly, hnědě neutrální kantony

Sonderbundská válka (německy: Sonderbundskrieg, francouzsky: Guerre du Sonderbund, italsky: Guerra del Sonderbund) byla občanská válka na území Švýcarska, která vyvrcholila v listopadu 1847. Vypukla poté, co sedm katolických kantonů vytvořilo v roce 1845 Sonderbund („Oddělenou alianci“) na ochranu svých zájmů proti centralizaci moci a protestantské hegemonii. Válka skončila porážkou Sonderbundu. To mělo za následek vznik Švýcarska jako federálního státu. Sonderbund se skládal z kantonů Lucerne, Fribourg, Valais, Uri, Schwyz, Unterwalden a Zug. Všechny byly nejen převážně katolické, ale též spravované konzervativními vládami. Kantony Ticino a Solothurn, rovněž převážně katolické, ale spravované liberálními vládami, se k alianci nepřipojily. Poté, co Tagsatzung (Federální sněm) prohlásil Sonderbund za protiústavní (říjen 1847) a nařídil jej násilně rozpustit, vedl generál Guillaume Henri Dufour federální armádu o síle 100 000 mužů a porazil síly Sonderbundu pod vedením Johanna Ulricha von Salis-Soglia v tažení, které trvalo pouze několik týdnů, od 3. listopadu do 29. listopadu 1847. Celá válka si vyžádala méně než sto obětí. Dufour nařídil svým vojákům, aby se starali o zraněné, a předjímal tak vznik Červeného kříže, na němž o několik let později spolupracoval. Hlavní bitvy byly vybojovány u Fribourgu, Geltwilu, Lunnernu, Lucernu, Gisikonu, Meierskappelu a Schüpfheimu, načež hlavní rebelský kanton Lucern 24. listopadu kapituloval. Zbytek Sonderbundu se v následujících týdnech vzdal bez ozbrojeného odporu.